# Aniba (Egypte)
Aniba (Egyptisch: Miam) was een plaats in Beneden-Nubië. Tegenwoordig bevindt het zich onder het water van het Nassermeer.
De omgeving bezat voor Beneden-Nubië relatief veel akkerland, zodat het al vroeg een belangrijk bevolkingscentrum was. 
De oudst gevonden restanten behoren tot de A-groepcultuur. Tijdens het Egyptische Middenrijk werd er een grensvesting gebouwd. In het Nieuwe Rijk ontwikkelde de plaats zich tot de belangrijkste stad van Beneden-Nubië. Er stond de Horustempel van Miam, waarvan echter slechts weinig resten overgebleven zijn. Buiten de stad werden de uitgestrekte necropolen archeologisch onderzocht, waaronder de rijk gedecoreerde tombe van Pennoet, de vicekoning van Koesj (20e dynastie, tegenwoordig in Amada)
Tijdens de 18e dynastie was het de residentie van de vorst van Miam, waarschijnlijk een vazal die voormalige stamgebieden voor Egypte bestuurde. Ook de vicekoning van Koesj had hier zijn residentie. Aniba en Sayala behoren tot de weinige plaatsen in Nubië waar versterkte nederzettingen van de C-groepcultuur aangetoond zijn.
Gedurende het vroege 1e millennium v.Chr. lijkt de stad niet bewoond te zijn, maar tijdens de 25e ofwel Koesjietische dynastie kreeg het weer enig belang, welke het tot in de christelijke periode behield.